# Anna Hackl
Anna Hackl, född Langthaler 1931, är en österrikisk jordbrukare.

## "Mühlviertler Hasenjagd"
När Anna Hackl var 14 år gammal utspelade sig det som senare skulle kallas "Mühlviertler Hasenjagd". I februari 1945 lyckades över 400 sovjetiska krigsfångar fly det österrikiska koncentrationslägret Mauthausen. En jakt på dessa krigsfångar inleddes och både SS, Volkssturm och civila personer deltog. De uppmanades att döda fångarna direkt och de flesta av fångarna hittades och dödades. Senare kallade man denna krigsförbrytelse "Mühlviertler Hasenjagd" ("Harjakten i Mühlviertel").
Familjen Langthaler, som bodde i Schwertberg, hjälpte Michail Rybtschinskij (död 2008) och Nikolai Zimkolo (död 2001) att överleva. De gömde dessa två ukrainskfödda krigsfångar i sitt hem och förrådde dem inte ens när Volkssturm och SS kom till deras gård. I tre månader stannade männen hos familjen och båda överlevde sedan kriget.
Anna Hackl var vittne till detta och har fått utmärkelser som hon också tagit emot i namnet av sin döda mor, Anna Langthaler. Anna Hackl föreläser även i 30 skolor om dessa händelser varje år.

## Utmärkelser
- Goldenes Ehrenzeichen für Verdienste um die Republik Österreich (2011)[1]
- Menschenrechtspreis des Landes Oberösterreich